# Област Камото
Област Камото (јап. 鹿本郡) Kamoto-gun се налази у префектури Кумамото, Јапан. 
По попису из 2003. године, област је имала око 31.088 становника, са густином насељености од 472,39 становника по квадратном километру. Укупна површина области је 65,81 км².

## Бивше вароши и села
- Кахоку
- Камото
- Као
- Кикука
- Уеки

## Спајања
- 15. јануара 2005 вароши Кахоку, Камото, Као и Кикука су спојене у проширени град Јамага.
- 23. марта, 2010. варош Уеки, заједно са вароши Јонан (из области Шимомашики), су спојене у проширени град Кумамото. Област Камото је укинута као резултат овог спајања.[1]